# Thrissur

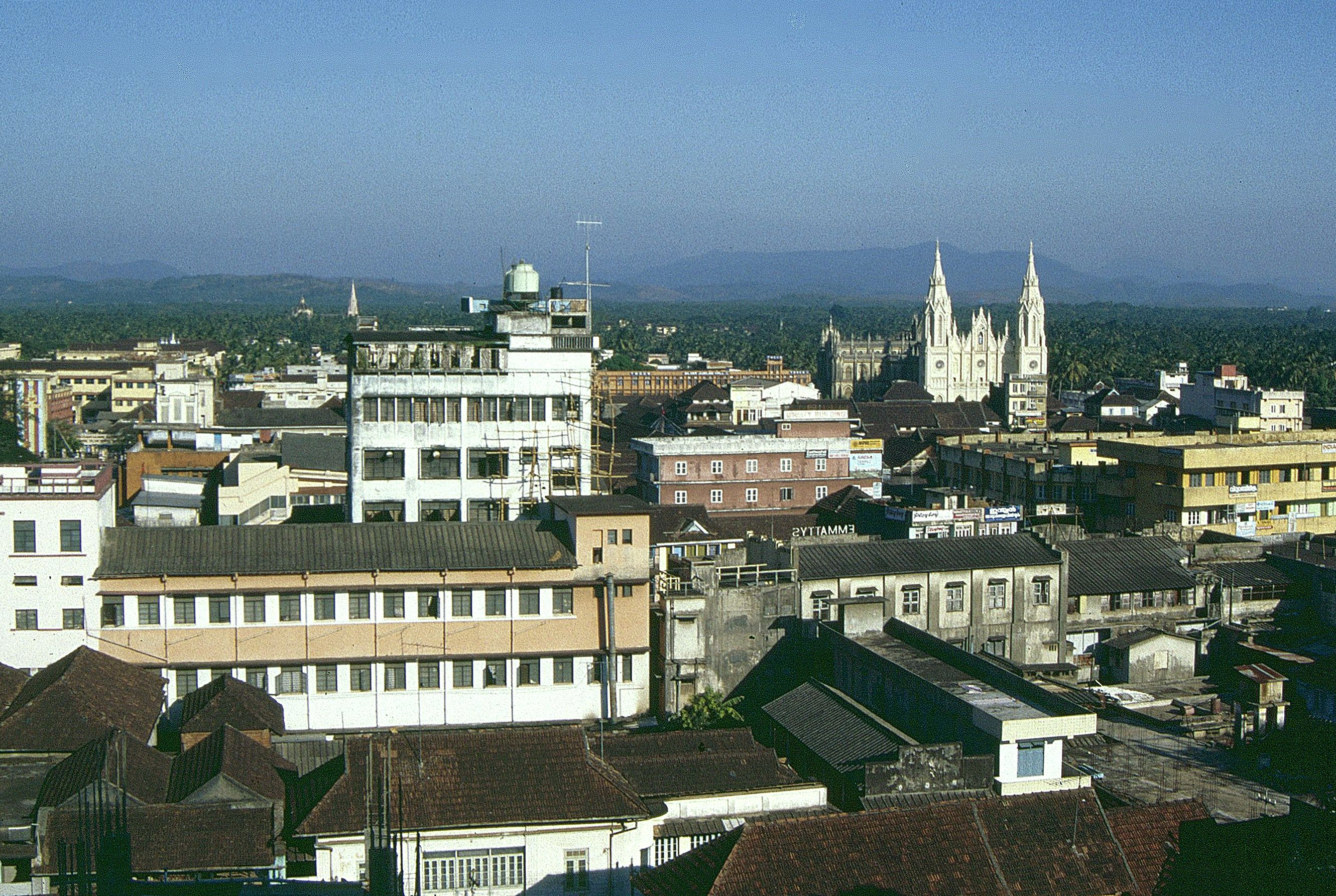
Ansicht Thrissur

Thrissur (Malayalam: തൃശ്ശൂർ Tṛśśūr [ˈt̪rɨɕːuːr]), früher Trichur, ist eine Stadt im südindischen Bundesstaat Kerala. Sie liegt in Zentralkerala im Hinterland der Malabarküste. Die nächstgrößere Stadt ist Kochi 55 Kilometer südlich, die Küste des Arabischen Meeres liegt 17 Kilometer westlich. Thrissur ist Verwaltungssitz des Distrikts Thrissur und mit rund 315.000 Einwohnern (Volkszählung 2011) die fünftgrößte Stadt Keralas. Berühmt ist Thrissur vor allem als „Kulturhauptstadt“ Keralas und wegen des jährlich im April oder Mai stattfindenden Thrissur-Puram-Festes. Letzteres zählt zu den bekanntesten und buntesten hinduistischen Tempelfesten Indiens.

## Geschichte

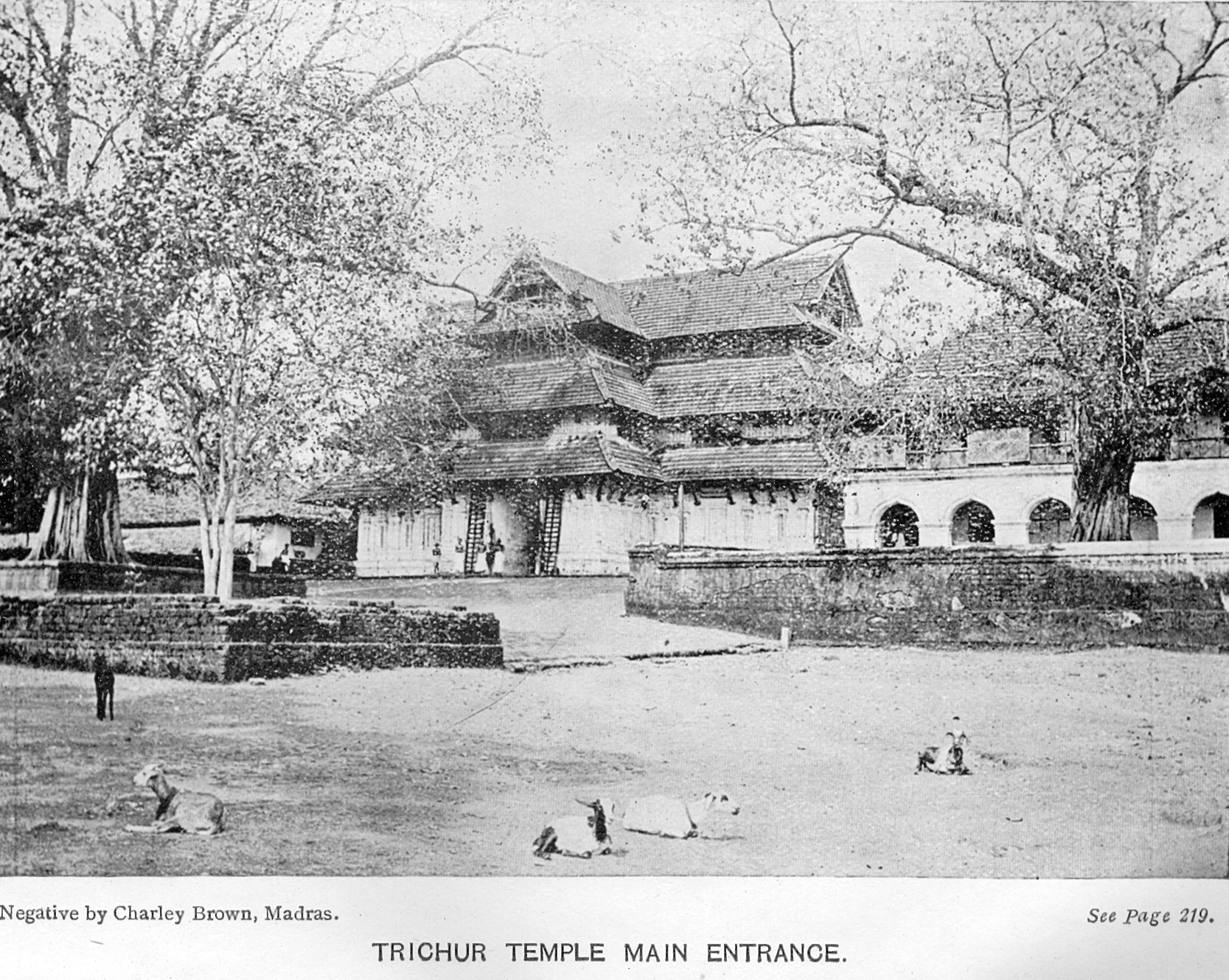
Der Tempel von Thrissur, Fotografie von 1913

Der Name Thrissur wird hergeleitet von Tiru Shiva Perur, was auf der lokalen Sprache Malayalam „Stadt mit dem heiligen Namen Shivas“ bedeutet. Tatsächlich entstand die Stadt um einen Shiva geweihten Hindutempel aus dem 8. Jahrhundert.
Seit dem 12. Jahrhundert gehörten die Stadt und deren Umland den Königen von Perumpadappu Swarupam (Cochin), die im 14. und 15. Jahrhundert nach mehreren Kriegen von den Zamorinen von Calicut nach Süden zurückgedrängt wurden. Im frühen 16. Jahrhundert fiel Thrissur, wie weite Teile der Malabarküste, den Portugiesen in die Hände, 1717 schließlich den Niederländern. Thrissur blieb für die europäischen Kolonialherren jedoch von untergeordneter Bedeutung, da deren Augenmerk viel mehr auf die Kontrolle des Handels der wohlhabenden Malabarhäfen wie Cochin oder Calicut gerichtet war.
1750 konnte der Zamorin von Calicut daher die Stadt erneut für sich gewinnen, musste sie aber schon 1761 an Cochin abtreten. Auch dessen Herrschaft währte nicht lange, da Thrissur 1776 von den Truppen des Mysore-Herrschers Hyder Ali besetzt wurde. Die Briten vertrieben diese 1790 und stellten Thrissur unter die Verwaltung des inzwischen zum Vasallenstaat herabgewürdigten Königreiches Cochin. Im gleichen Jahr bestieg Rama Varma, auch unter dem Namen Sakthan Thampuran bekannt, den Königsthron von Cochin (bis 1805). Unter ihm erlebte Thrissur eine Blütezeit. Während der Kolonialära gehörte Thrissur weiter zum nominell unabhängigen Fürstenstaat Cochin. Nach der indischen Unabhängigkeit 1947 vereinigte sich Cochin mit dem Fürstenstaat Travancore zur Föderation Travancore-Cochin und vollzog den Anschluss an die Indische Union. 1956 kam Thrissur als Distrikthauptstadt zum neugegründeten Bundesstaat Kerala.

## Kultur und Sehenswürdigkeiten
Hauptsehenswürdigkeit Thrissurs ist der dem Hindu-Gott Shiva geweihte Vadakkunathan-Tempel. Dieser ist einer der ältesten und größten Hindutempel Keralas (die Grundfläche des Tempelkomplexes beträgt 3,6 Hektar). Der Vadakkunathan-Tempel vertritt den traditionellen keralesischen Baustil, der sich durch steile Dächer und die Verwendung von Holz als Baumaterial auszeichnet. Nicht-Hindus ist, wie in allen Tempeln Keralas, der Eintritt verboten.
Jedes Jahr im Malayalam-Monat Medam (April/Mai) findet in Thrissur das berühmte Tempelfest Thrissur Puram statt. Im Mittelpunkt dieses im großen Stil gefeierten Festes steht eine Prozession von über 50 prachtvoll geschmückten Elefanten zum Vadakkunathan-Tempel. Das Thrissur-Puram-Fest zieht alljährlich hunderttausende Besucher an, darunter auch viele westliche Touristen.
Die Stadtsilhouette wird durch die neugotische, 79 Meter hohe Kirche Puthanpally geprägt.

## Söhne und Töchter der Stadt
- Sarah Chakko (1905–1954), Präsidentin des Weltkirchenrats von 1951 bis 1954
- Aprem Mooken (1940–2025), Metropolit von Indien der Apostolischen Kirche des Ostens
- Raphael Thattil (* 1956), syro-malabarischer Geistlicher, Großerzbischof von Ernakulam-Angamaly
- I. M. Vijayan (* 1969), Fußballspieler
- Ancy Sojan Edappilly (* 2001), Weitspringerin
- Nihal Sarin (* 2004), Schach-Großmeister